# Ейгенгеймська волость
Ейгенгеймська волость — історична адміністративно-територіальна одиниця Аккерманського повіту Бессарабської губернії з центром у німецькій колонії Айнгайм (Ейгенгейм).
Станом на 1886 рік складалася із 2 поселень, 2 сільських громад, населення  — 2502 осіб (1245 чоловічої статі та 1257 — жіночої), 143 дворових господарства.
|                     | Площа, десятин | У тому числі орної, дес. |
| ------------------- | -------------- | ------------------------ |
| Сільських громад    | 4899           | 2883                     |
| Приватної власності | 13462          | 8202                     |
| Казенної власності  | —              | —                        |
| Іншої власності     | 60             | 47                       |
| Загалом             | 18421          | 11132                    |

Поселення волості:
- Ейгенгейм (Бабей 2-й) — колонія німців за 27 верст від повітового міста, 462 особи, 64 двори; волосне правління; молитовний будинок, лавка. За 8 верст — лютеранський молитовний будинок, школа. За 15 верст — 2 лютеранських молитовних будинки, школа. За 17 верст — школа. За 18 верст - лютеранський молитовний будинок, школа.
- Петрівка — колишнє державне село, 448 осіб, 79 дворів, православна церква.